# علي خريس
علي خريس (بالإنجليزية: Ali Khreis)‏، نائب في مجلس النواب اللبناني

## ولادته
وُلد في نيجيريا في العام 1957 ميلادي، من عائلة لبنانية مقيمة هناك تعمل في التجارة، وأصل عائلته من جنوب لبنان من بلدة برج رحال، قضاء صور

## دراسته
درس الفلسفة ويحمل إجازة جامعية في الفلسفة العربية.

## أسرته
متزوج من سناء سبليني ولهما ستة أولاد.

## في النيابة والسياسة
- تم انتخابه نائبا عن منطقة صور (جنوب لبنان) عن المقعد الشيعي في العام 1996 ميلادي.
- أعيد انتخابه مرة ثانية عن نفس المقعد في الأعوام، 2000، 2005 و2009 ميلادي.
- عضو قيادي ومؤسس في حركة أمل اللبنانية، وقد تولّى لفترة طويلة من الزمن منصب المسؤول التنظيمي لحركة «أمل» في الجنوب.